# 松田翔太
松田翔太（1985年9月10日—），日本男演員，出生於東京都杉並區，過去所屬經紀公司為研音，於2014年移籍至母親松田美由紀任社長的office-saku(office作)。

## 家庭
松田翔太出身於演藝世家，父親為已逝知名演員松田優作，母親是演員松田美由紀，姨母是演員熊谷真實，哥哥松田龍平亦是演員，妹妹現今是日本非獨立新生電子樂團Young Juvenile Youth的女主唱。2018年4月，松田翔太宣佈與名模秋元梢結婚。

## 演出

### 電視劇
| 劇名                                                 | 播放日期                       | 角色         | 電視台        |
| ---------------------------------------------------- | ------------------------------ | ------------ | ------------- |
| 熱血校園SP                                           | 2005年3月27日                  | 高橋紀之     | TBS電視台     |
| 流星花園                                             | 2005年10月21日－2005年12月16日 | 西門總二郎   | TBS電視台     |
| 愛之詩                                               | 2006年3月27日                  | 七瀨拓海     | TBS電視台     |
| 主播台女王                                           | 2006年4月17日－2006年6月26日   | 伊賀俊平     | 富士電視台    |
| 新三人時代                                           | 2006年7月14日－2006年9月8日    | 八木聖也     | 朝日電視台    |
| 流星花園2                                            | 2007年1月5日－2007年3月16日    | 西門總二郎   | TBS電視台     |
| 詐欺遊戲                                             | 2007年4月14日－2007年6月23日   | 秋山深一     | 富士電視台    |
| 女帝                                                 | 2007年7月13日－2007年9月14日   | 伊達直人     | 朝日電視台    |
| 鹿鳴館                                               | 2008年1月5日                   | 清原久雄     | 朝日電視台    |
| 篤姬                                                 | 2008年1月6日－2008年12月14日   | 德川家茂     | NHK           |
| 沒有玫瑰的花店                                       | 2008年1月14日－2008年3月24日   | 工藤直哉     | 富士電視台    |
| Love Shuffle                                         | 2009年1月16日－2009年3月20日   | 世良旺次郎   | TBS電視台     |
| 名偵探的守則                                         | 2009年4月17日－2009年6月19日   | 天下一大五郎 | 朝日電視台    |
| 詐欺遊戲2                                            | 2009年11月10日－2010年1月19日  | 秋山深一     | 富士電視台    |
| 月之戀人                                             | 2010年5月10日－2010年7月5日    | 蔡風見       | 富士電視台    |
| 流星                                                 | 2010年10月18日－2010年12月20日 | 神谷凌       | 富士電視台    |
| 唐吉訶德                                             | 2011年7月9日－2011年9月24日    | 城田正孝     | 日本電視台    |
| 平清盛                                               | 2012年1月8日－2012年12月23日   | 後白河天皇   | NHK           |
| 破案蜥蜴                                             | 2013年4月18日－2013年6月20日   | 織部透       | TBS電視台     |
| 海上診療所                                           | 2013年10月14日－2013年12月23日 | 瀨崎航太     | 富士電視台    |
| 宮本武藏                                             | 2014年3月15日、16日            | 吉岡清十郎   | 朝日電視台    |
| 這裡才有的幸福                                       | 2015年1月16日                  | 立川浩幸     | NHK福岡放送局 |
| 異邦警察                                             | 2016年4月12日－2016年6月       | 久保塚早紀   | TBS電視台     |
| ファイナルライフ-明日、君が消えても-                 | 2017年9月8日                   | 川久保稜     | 亞馬遜影片    |
| 西鄉殿                                               | 2018年1月7日－2018年11月       | 德慶喜       | NHK           |
| SICK'S 恕乃抄 〜内閣情報調査室特務事項専従係事件簿〜 | 2018年4月1日－2018年8月11日    | 高座宏世     | Paravi        |
| 花過天晴～花樣男子 Next Season                       | 2018年4月17日－2018年6月26日   | 西門總二郎   | TBS電視台     |
| 房仲女王大逆襲                                       | 2019年1月9日 - 2019年3月13日   | 留守堂謙治   | 日本電視台    |
| 亂來！我居然會成為社長                               | 2022年1月12日 - 2022年3月16日  | 淺海寬人     | 日本電視台    |

### 電影
| 片名                 | 年份           | 角色       | 配給                 | 導演     |
| -------------------- | -------------- | ---------- | -------------------- | -------- |
| 天才搶匪盜轉地球     | 2006年5月13日  | 久遠       | 松竹                 | 前田哲   |
| 幸福在路上           | 2006年12月16日 | 涉         | キネティック         | 奧田瑛二 |
| 暴走少年             | 2007年9月8日   | 板谷宏一   | 東映                 | 隅田靖   |
| 花樣男子Final        | 2008年6月28日  | 西門總二郎 | 東寶・TBS            | 石井康晴 |
| 死亡預告             | 2008年9月26日  | 藤本賢吾   | 東寶                 | 瀧本智行 |
| SOUL RED 松田優作    | 2009年11月6日  | 松田翔太   | ファントム・フィルム | 御法川修 |
| 詐欺遊戲：最後的舞台 | 2010年3月6日   | 秋山深一   | 東寶                 | 松山博昭 |
| 健太與純與加世的國度 | 2010年6月12日  | 健太       | リトルモア           | 大森立嗣 |
| 搬運你的未來         | 2011年10月22日 | 客串警官A  | 日本華納娛樂         | 石井克人 |
| 浪漫暴走族           | 2011年11月26日 | 阿具       | 東映                 | 具秀然   |
| 求愛大作戰           | 2012年2月18日  | 田中廣     | TBC                  | 松居大悟 |
| 詐欺遊戲：再生       | 2012年3月2日   | 秋山深一   | 東寶                 | 松山博昭 |
| 甜蜜池畔             | 2014年6月14日  | 太田光彦   | 松竹                 | 松居大悟 |
| 愛的成人式           | 2015年5月23日  | 鈴木辰也   | 東寶                 | 堤幸彥   |
| 異邦警察             | 2016年9月4日   | 久保塚早紀 | 東映                 | 熊切和嘉 |
| Over Fence           | 2016年9月17日  | 代島和久   | 東京劇場             | 山下敦弘 |

### 廣告
- 資生堂「MAQuillAGE 唇膏」(2006)
- MENARD「BEAUNESS 美肌化妝水」(2007)
- SONY「Cyber-shot 數位相機」(2007)
- SUNTORY「Protein Water」(2009)
- CAPCOM「任天堂DS遊戲 逆轉檢事」(2009)
- Schick「QUATTRO 4 刮鬍刀」 (2009)
- UHA味覺糖「e-ma のど飴」(2009)
- SoftBank Mobile 白戸家連續CM小説「一乗谷にて。〜白戸家の故郷の夏〜」(2010)
- SUNTORY「BOSS HALF&HALF 咖啡」(2011)
- SUNTORY「なっちゃん! 柳橙飲料」(2012)
- mandom「GATSBY」（2012）
- Panasonic「Let's note」（2012）
- [Oakley Training Wear（2013）
- KIRIN「氷結®ストロング WASH YOU 水果調酒」（2014）
- TOYOTA「SPADE」(2014)
- MEIJI「XYLISH 口香糖」(2014)
- KDDI 「au 行動電話」(2015)

### 遊戲
- SEGA「《人中之龍 登場！》」(2008) 配音－佐佐木小次郎（柳生宗矩）

## 獲獎經歷
- 2006年 憑電影《幸福在路上》獲得第16回日本電影批評家大賞 新人男演員賞
- 2007年 憑電影《暴走少年》獲得第62回每日電影獎 新人賞
- 2008年 憑電影《死亡預告》獲得第21回日刊體育電影大獎 石原裕次郎賞 新人賞
- 2009年 憑電影《死亡預告》獲得第32回日本電影金像獎 新人演員賞
- 2009年 憑電視劇《篤姬》《沒有玫瑰的花店》及電影《死亡預告》《花樣男子Final》獲得Elan d'or（日语：エランドール賞）新人賞（以2007.12.1～2008.11.30作品作為選拔對象）

## 外部連結
- 松田翔太官方網站 （页面存档备份，存于）（日語）
- 松田翔太INSTAGRAM （页面存档备份，存于）（日語）